# Cecilie Östby
Cecilie Östby, född 6 september 1970 i Linköpings församling i Östergötlands län, är en svensk författare, journalist, lektör och frilansredaktör.
Cecilie Östby vann Storytels krimtävling 2019 med boken Borta imorgon som snabbt tog sig upp på topplistorna. 
Hon studerade på Författarskolan vid Lunds universitet 2018-2020.
Hon studerade journalistik på Kaggeholms folkhögskola 1992 och har sedan arbetat som journalist. 2017 debuterade hon med Mistelbarn, en roman som lånat sin ramberättelse från hennes mammas bakgrund som adoptivbarn från Honningsvåg i Nordnorge.
Cecilie Östby är medlem i Författarförbundet.

### Romaner
- 2021 - Borta imorgon (Storytel Original)
- 2017 - Mistelbarn

### Noveller
- 2017 - Kommer inte pappa snart? - novellantologin Över en Sommarfika, Ariton förlag.
- 2017 - Kärlekens pris - novellantologin #älskanoveller 30 nyanser av Frihet, Ordberoende förlag.
- 2017 - Experimentet - novellantologin Över en Vårfika, Ariton förlag.
- 2016 - Jord ska du åter vara - novellantologin Lättja, De sju dödssynderna 7, Ariton förlag.
- 2016 - I vredens fotspår - novellantologin Vrede, De sju dödssynderna 6, Ariton förlag.
- 2016 - Bland de redan döda - novellantologin Frosseri, De sju dödssynderna 5, Ariton förlag.
- 2016 - Man vill ju inte sälja sin själ - novellantologin Avund, De sju dödssynderna 4, Ariton förlag.
- 2015 - Enskildheter - novellantologin Vällust, De sju dödssynderna 3, Ariton förlag.
- 2015 - Ett oändligt slöseri med tid - novellantologin Girighet, De sju dödssynderna 2, Ariton förlag.
- 2015 - Tevisdom för vilsna själar - novellantologin Högmod, De sju dödssynderna 1, Ariton förlag.
- 2015 - Stjärnfall över äppelfabriken - novellantologin Över en Höstfika, Ariton förlag.
- 2014 - En riktig författare - Hederspris i Skrivar Sidan.nu novelltävling.
- 2008 - Tidlösan - eller konsten att vinna tid - Crime Detection and Mysteries #65, Olaisen förlag.

### Ljudbok/e-bok
- 2017 - SYND - De sju dödssynderna tolkade av Cecilie Östby, WhipMedia.